# Fotografia espírita
Denomina-se fotografia espírita (em inglês "spirit photography") a toda uma série de fenômenos, que remontam a poucas décadas após o surgimento da fotografia, e se caracteriza pela presença de vultos, espectros e formas estranhas em imagens de natureza fotográfica. Ao longo de sua história foi objeto de acusações, diversas vezes demonstradas cabalmente, de fraude.
Se, na atualidade, o avanço das técnicas de fotografia, em especial com o advento da fotografia digital, criou possibilidades quase infinitas de falseamento nas imagens fotográficas, em meados do século XIX as técnicas mais aprimoradas de fotografia, que recorriam ao daguerreótipo e ao colóide, ofereciam margem significativamente mais estreita à fraude e ao charlatanismo.

## Origens
A primeira fotografia espírita a que se costuma fazer referência data de 1861, feita manualmente pelo gravurista estadunidense William Mumler, em Boston, capital do estado de Massachusetts (EUA). Trata-se de um auto-retrato em que um "duplo" de Mumler, ou seja, sua própria imagem, só que translúcida e sobre ele, aparece. Após essa ocorrência, Mumler entrou em contato com outros fotógrafos, que sugeriram a repetição da experiência em condições diversificadas, a fim de que ele melhor pudesse se certificar da natureza dos fenômenos que testemunhava. Após convencer-se de que se tratavam de fenômenos autênticos, largou sua profissão para dedicar-se exclusivamente à fotografia (Spiritual Magazine, 1869, pg. 256/257). Os primeiros relatos dessas fotografias saíram no Herald of Progress de 1º de novembro de 1862 e no Banner of Light de sete dias mais tarde.
Com a difusão da notícia para além dos limites de Massachusetts, e em face do crescente interesse público pelo assunto, o editor do Herald, J. A. Davis, enviou um fotógrafo de sua confiança, com dez anos de experiência no ofício (Aksakof, 1956, pg. 93), para investigar in loco os trabalhos de Mumler. O seguinte trecho, publicado no Banner de 29 de novembro daquele ano, um resumo de longa carta publicada no mesmo dia no Herald, sintetiza as conclusões do enviado:
Não me opondo o Sr. Mumler dificuldade alguma, eu mesmo fiz, na chapa escolhida para o meu retrato, todas as operações de banhos, viragem e montagem. Durante todo esse tempo, não perdi de vista a chapa, não deixei aproximar-se dela o Sr. Mumler, senão depois de terminada a operação. Em seguida, submeti a minuciosa inspeção o gabinete escuro, o caixilho, o tubo, o interior da cubas, etc. E, apesar de tudo, obtive, com grande admiração, a minha fotografia acompanhada por uma outra imagem. Tendo continuado depois as minhas pesquisas, (...) vi-me obrigado, com toda a sinceridade, a reconhecer sua autenticidade. (grifos do autor)

## Processo
Naturalmente, as opiniões acerca das fotografias de Mumler passavam longe de qualquer unanimidade. Muitos céticos, entre fotógrafos amadores e profissionais, empenharam-se em demonstrar publicamente que Mumler não passava de uma fraude, e que suas fotografias podiam ser reproduzidas por meio de diversas técnicas. A coisa ganhou grande repercussão quando, em abril de 1869, instaurou-se um processo contra Mumler, tendo em vista denúncia do jornal nova-iorquino The World. O fotógrafo, que acabara de se mudar de Boston para  abrir um estúdio em Nova York, chegou a ser preso, sob suspeita de "ter cometido fraudes e trapaças à custa do público, por meio de fotografias espíritas" (Aksafof, 1956, pg. 96).
Os autores elaboraram oito fotos com o fito de provar a impostura de Mumler, e apontaram seis métodos diferentes para obtê-las, que, segundo eles, poderiam explicar completamente todo o trabalho de Mumler com a fotografia espírita. Acontece que nenhum dos fotógrafos que estavam do lado da acusação havia investigado o processo de trabalho de Mumler in loco. Ainda que convincentes, seus argumentos careciam da experiência concreta a que haviam se dedicado os quatro fotógrafos que testemunharam a favor de Mumler. Todos já tinham tido a oportunidade de inspecionar pessoalmente Mumler durante o trabalho de preparação, lavagem, exposição e revelação exigidos pelo método fotográfico da época.
Pesados os argumentos, e diante de doze testemunhos de pessoas que afirmavam ter reconhecido, nas fotos que tiraram com Mumler, parentes mortos, cinco dos quais tendo assegurado que os familiares nunca haviam sido fotografados em vida, o juiz concluiu que "o detido devia ser posto em liberdade (...) Mesmo que o acusado tivesse cometido fraudes e trapaças (...) em sua opinião, a parte queixosa não tinha conseguido provar o fato". (Banner of Light, 8 de maio de 1866)

## Notoriedade pública e comércio
Após o processo, Mumler continuou a trabalhar com a fotografia espírita até o fim da vida. Apesar de muitas de suas fotos não mostrarem mais do que borrões de contornos pouco definidos, aquelas consideradas "de qualidade", somadas a sua abertura para investigadores independentes interessados em conhecer os processos que ele utilizava, valeram-lhe o apoio público de notáveis personalidade de seu tempo, como a ex-primeira dama estadunidense, Mary Lincoln, viúva do presidente Abraham Lincoln; o juiz da Suprema Corte de Nova York, John Edmonds; e o editor da revista norte-americana Waverly Magazine, Moses Dow.
Posteriorente, o pesquisador e naturalista inglês Alfred Russel Wallace, tornou-se o primeiro cientista a obter uma fotografia de um Espírito materializado (14 de março de 1874).[carece de fontes?] Nesse período destacaram-se ainda as fotografias obtidas nos trabalhos de materializações com as médiuns Eusápia Paladino e Eva Carrière.
Na mesma época registou-se ainda, em França, o chamado Processo dos Espíritas, no qual Pierre-Gaëtan Leymarie (na qualidade de editor da "Revue Spirite", Alfred Henri Firman e Édouard Buguet foram acusados por estarem ligados à publicação de fotos espíritas suspeitas de fraude.